# Rio do Salto (vattendrag i Brasilien, Rio de Janeiro)
Rio do Salto är ett vattendrag i Brasilien.   Det ligger i delstaten Rio de Janeiro, i den sydöstra delen av landet, 800 km sydost om huvudstaden Brasília.
Omgivningarna runt Rio do Salto är huvudsakligen savann. Runt Rio do Salto är det tätbefolkat, med 659 invånare per kvadratkilometer.